# Madesa Móveis
Madesa Móveis é uma indústria de fabricação de móveis, fundada em 1977 na cidade de Bom Princípio, no Rio Grande do Sul, por Aldo Cini, que possui mais de 700 funcionários.
Ela produz móveis para cozinha, quarto, sala de jantar, sala de estar, escritório, banheiro e lavanderia, incluindo armários de cozinha, balcões, guarda-roupas, mesas e cadeiras de jantar, racks e painéis para TV, escrivaninhas, entre outros.
Os móveis Madesa estão presentes em lojas físicas e digitais de grandes redes de varejo, e também podem ser encontrados no e-commerce próprio da empresa.
Madesa Móveis teve grande importância para o desenvolvimento do setor de fabricação de móveis da região de Bom Princípio, rendendo ao seu fundador, Aldo Cini, o título de Cidadão Bom Principiense e Cidadão de Bento Gonçalves, por conta dos serviços prestados à cidade e ao desenvolvimento da região.
Além disso, o fundador também teve sua importância reconhecida pelas entidades MOVERGS, FIERGS, SEBRAE, SEDAI e SENAI/CETEMO, que o escolheram como Personalidade do Setor Moveleiro no ano de 2010.

## História
De acordo com o livro "Uma vida para empreender", de Aldo Cini, a família Cini chegou ao Brasil por volta de 1884, e ocuparam a Linha Santa Clara, na cidade de Carlos Barbosa. Ciro Cini, pai de Aldo, consertava desde guarda-chuvas até máquinas nas indústrias. Além disso, ele fazia instalações hidráulicas e elétricas nas casas, bem como desenvolvia janelas e esquadrias de desenho próprio.
Anos mais tarde, na década de 1960, com a perda do pai, Aldo Cini assumiu a empresa, que passou a se chamar “Serralheria Artística e Industrial Aldo Cini''. Além dos trabalhos de funilaria e serralheria, Aldo começou a fazer móveis, dentre os quais criou o móvel escolar, que ainda hoje está presente em grande parte das escolas do Brasil.
No ano de 1964, a razão social da empresa foi alterada para Companhia de Móveis Aldo Cini. Junto a esta mudança, surgiram produtos em aço e fórmica, tanto residenciais, como escolares, além das cadeiras para os estádios Beira Rio, Arruda, Rei Pelé e Morenão.
A partir daí, a empresa começou a se desenvolver em diferentes frentes e, em 1973, após a exposição de produtos na Brasil Export, em Bruxelas, na Bélgica, o rumo dos negócios mudou, por conta do interesse de Aldo na madeira de reflorestamento (pinus) e seu uso em peças de design.
Então, em 1977, Aldo Cini fundou a Madesa com os filhos, e os filhos mais velhos assumiram a administração da empresa, que se transformou em uma fábrica de acessórios de madeira maciça, que posteriormente passou a fabricar móveis baseados em madeiras de reflorestamento (pinus).
No ano de 1982, foi feita a compra de uma terra às margens da rodovia, na cidade de Bom Princípio, para servir como sede da empresa. O terreno possuía vista para a mata de encosta, mata que buscava-se preservar com a indústria baseada no uso da madeira de replantio.  
No final da década de 1980, a Madesa já exportava para mais de 20 países. Dez anos depois, esse número aumentou, chegando a 60 países. Neste período, a empresa também forneceu para a IKEA, maior rede de móveis do mundo.
Em 2022, o fundador da Madesa, Aldo Cini, recebeu o título de Cidadão de Bento Gonçalves, por conta dos serviços prestados à cidade e ao desenvolvimento da região.
Hoje, a administração da empresa já passa pela terceira geração da família, com o atual CEO Pedro Cini, neto de Aldo.

## Reconhecimento
Ao longo dos anos, a Madesa recebeu diversos títulos, premiações, homenagens de entidades de classe, além de Méritos Lojistas Nacional e Estadual. Em 2008, Aldo Cini foi contemplado com o título de Cidadão Bom Principiense e Cidadão Bento-gonçalvense, pelo reconhecimento de sua trajetória na região.
Por conta de toda a história no setor, em 2010 o fundador da empresa recebeu uma premiação das entidades MOVERGS, FIERGS, SEBRAE, SEDAI e SENAI/CETEMO, de Personalidade do Setor Moveleiro.
Além disso, a empresa recebeu o prêmio de Mérito Lojista, que premia as empresas que se destacam no comércio nacional e regional. Essa premiação já foi conquistada 19 vezes no estado do Rio Grande do Sul e 8 vezes em âmbito nacional.

## Sustentabilidade e responsabilidade social
Um dos pilares de Madesa Móveis, desde de sua criação, foi a sustentabilidade e a fabricação de móveis com responsabilidade social. Por conta disso, ela possui iniciativas como o uso de embalagens recicladas para embalar seus produtos, produzidas em um centro de coleta de resíduos dentro de seu parque fabril.
Além de medidas de responsabilidade ambiental, a empresa também possui algumas iniciativas de responsabilidade social, focadas no incentivo à leitura.
Em 2022, a empresa instalou uma biblioteca em sua sede, em Bom Princípio, com mais de mil livros, para incentivar os funcionários a construir um hábito de leitura. A empresa também promoveu encontros na sede para debater as leituras.
Pouco tempo depois, Madesa expandiu essa iniciativa e doou sete bibliotecas para instituições públicas dos municípios de São Sebastião do Caí, Alto Feliz, Barão, Bom Princípio, São Vendelino, Feliz e Vale Real por meio da Lei de Incentivo Pró-Cultura RS.